# Lana Walter
Lana Walter (* 22. Dezember 1948 in Klamath Falls/Oregon) ist eine US-amerikanische Musikpädagogin und Komponistin.

## Leben
Walter studierte Musiktheorie und -geschichte an der Willamette University in Salem, Oregon, und an der University of Oregon in Eugene. Sie unterrichtet Gesang und Musiktheorie am Umpqua Community Colleg und leitet den von ihr gegründeten Umpqua-Jugendchor in Roseburg/Oregon. Neben Stücken für den Kinderchor komponierte sie mehrere Kindermusicals, in denen sie Kindern verschiedene Wissensgebiete nahebringt ("Infomusicals"). In ihren Werken für Erwachsene greift sie oft auf Formen und musikalische Sprache der Alten Musik zurück.

## Werke

### Chorwerke
- Welcome Love: Four Settings of 17th Century Love Poetry (nach Texten von William Browne, Robert Herrick, Anne Bradstreet und Thomas Heywood), 2004
- Magnificat, 2001
- It Ain't Gonna Rain, 2001
- Pax Hominibus, 2001
- Alleluia!, 2001
- Gaudete! Gaudete!, 2000
- Puer nobis nascitur, 2000
- Colorado Trail, 2000
- Midwinter, 1999
- Three English Carols, 1999
- Petite Mass, 1998
- The Old Woman In a Basket, 1998
- Elizabeth's "Ave", 1998
- Christmas Is Coming, 1997
- Flow Gently, Sweet Afton, 1997
- One Day By the River A Young Cossack Roamed, 1997
- Tina Singu, 1996
- Ning Wendete, 1996
- Ophelia Letter Blow 'Way, 1996
- Mangwani Mpulele, 1995
- Song For Mother Earth, 1995
- Born Today Is the Holy Child, 1994
- Chatter With the Angels, 1992
- This Endris Night, 1991
- Noel! Noel!, 1991
- Hush, My Babe, Lie Still and Slumber (Text von Isaac Watts), 1990
- Farewell, My Own True Love, 1990
- Sing We Noel, 1989
- How Far Is It To Bethlehem?, 1988
- Christmas Bells, 1987
- Merry Christmas Waltz, 1987
- Music Brings Us Together (mit Jane Foster Knox), 1987
- Gloria In Excelsis Deo, 1987
- Make A Joyful Noise, 1986
- I'm Gonna Sing, 1986
- Music Is Full Of Dreams, 1986
- Welcome the Child (mit Jane Foster Knox), 1986
- Our World (mit Jane Foster Knox), 1985

### Kindermusicals
- Rocks In My Head
- Through Robin's Telescope
- Celebrate the Ocean
- Fiestas Mexicanas
- A Sound Performance
- Weather Is Everywhere
- The Tanuki Band Of Shojoji
- The Legend Of Knockgrafton
- The Bremen Town Musicians
- The Principal Mystery
- The Mysterious Disappearance of Jack Frost
- Lost On the Moon
- Adventure In the Black Forest
- How Santa Claus Met the Elves